# Harbinger (comics)
Pour les articles homonymes, voir Harbinger.
Harbinger est un groupe de jeunes personnages de fiction aux pouvoirs surhumains. Il apparaît dans le comics du même nom créé en décembre 1991 par Jim Shooter et David Lapham chez Valiant Comics.

## Histoires
Jim Shooter éditeur de Marvel comics s'inspire des X-Men pour créer Harbinger[réf. nécessaire].
Toyo Harada est l'un des premiers « Harbinger », être doté de super-pouvoirs. Télépathe, télékinésiste, il a également le pouvoir d'éveiller les pouvoirs d'autres Harbinger. Grâce à ses pouvoirs, il a rapidement amassé une importante fortune personnelle et créé la Fondation Harbinger, afin d'aider les jeunes qui ne contrôlent pas leurs pouvoirs. Son but réel est d'assurer la sauvegarde de la planète, à tout prix : son équipe d'élite d'Harbingers est ainsi nommée Eggbreakers selon le proverbe « On ne fait pas d'omelette sans casser d'œufs. » Son autorité n'est remise en doute que par la fuite de Peter Stanchek.

### Les Renégats de Peter Stanchek
Peter Stanchek est un Harbinger Oméga, doué des mêmes pouvoirs qu'Harada. Après que ce dernier a commandité le meurtre de son meilleur ami, Stanchek prend la fuite accompagné de Kris Hathaway, sa petite amie humaine. Stanchek décide rapidement de constituer une équipe de jeunes Harbinger afin de déjouer les plans d'Harada. Il recrute ainsi Torque, colosse illettré, Flamingo, pyrokynésiste et Zephyr, jeune femme obèse sachant voler. Torque succombe peu après son arrivée dans le groupe sous les coups des Eggbreakers, non sans s'être rapproché de Kris.
Le groupe de Stanchek est recruté par Geomancer pour livrer une guerre dans le futur de Magnus. L'enthousiasme du groupe est rapidement tempéré par la révélation suivante : Kris est enceinte de Torque. Stanchek et ses Harbingers se battent durant des mois dans ce futur dystopique jusqu'à la naissance de l'enfant de Kris, dont Geomancer révèle l'identité : il s'agit de Magnus, que Geomancer doit séparer de ses parents. Abandonnant l'enfant à sa destinée, Stanchek, Kris, Flamingo et Zephyr retournent dans le présent.
L'équipe tente alors de retrouver une certaine stabilité  : Stanchek, Kris, Flamingo et Zephyr trouvent chacun un travail tandis que Kris surmonte le traumatisme de la perte de son enfant. Le spectre d'Harada ressurgit lorsque Peter Stanchek apprend que celui-ci connaît leurs moindres faits et gestes depuis des mois. Harada choisit ce moment pour enlever tous les proches de Stanchek, et leur ôter tout souvenir de Peter. S'ensuit une confrontation titanesque entre Harada et Stanchek : Harada révèle qu'il a mis en scène la fuite de Stanchek, sa rencontre avec tous les Harbingers qu'il a croisé, jusqu'à l'amour que Kris lui vouait. Harada formait ainsi son propre successeur. La bataille entre les deux plus puissants Harbingers culmine en la destruction de la fondation Harbinger. Harada tombe dans un coma profond et Stanchek perd tout pouvoir. Il s'enfuit alors avec Flamingo.

### Zephyr: la résistance Harbinger
Peu après la rencontre entre Harrada et Stanchek, Faith, alias Zephyr, retrouve peu à peu les souvenirs qui lui ont été volés par Harada. Elle tente de retrouver sa vie en retournant chez elle mais tombe dans une embuscade et retourne à une Fondation Harbinger reconstruite. Elle rejoint alors un groupe d'harbingers réputés difficiles  et rebelles tout en subissant l'hostilité des Eggbreakers qu'elle avait affrontés par le passé. Son groupe retrouve cependant une grâce inattendue lorsque Faith et ses compagnons sauvent un Harada comateux d'une tentative d'assassinat. Harada retrouve pour l'occasion ses facultés et reprend le contrôle de sa fondation.
Zephyr et son équipe se voient autorisés un voyage initiatique à travers l'Amérique. Zephyr quitte ses camarades pour retrouver sa famille. Une révélation bouleversante l'attend : Harada a contrôlé toute sa vie, en choisissant des parents susceptibles de donner naissance à des enfants dotés de pouvoir. C'est alors à une Faith désespérée qu'un Magnus projeté dans le présent apparaît, pour l'informer qu'elle est destinée à mener la résistance Harbinger contre les plans d'Harada. Le lendemain, Faith mène un raid contre une base spatiale d'Harada et détruit ses plans de colonisation de l'espace par les Harbingers.
Faith recrute le groupe qu'elle a rencontré à la Fondation dans sa Résistance. Harada lance cependant contre eux une créature mystérieuse dont le nom de code est « Harbinger ». La série se conclut sur la mort de l'un des résistants de Faith sous les coups d'Harbinger, dont on apprend qu'il s'agit de Peter Stanchek contrôlé par Harada.

## Personnages
- Toyo Harada : Harada est l'un des plus puissants Harbingers qui soient. Expert en manipulation, il est le principal antagoniste de la série.
- Peter Stanchek « Sting » : Doté de pouvoirs télékinétiques et télépathiques, il peut également éveiller les pouvoirs latents des Harbingers. Son surnom, « Sting », provient de la sensation de picotement que ressentent les personnes qu'il contrôle.
- Kris Hathaway : Elle est la seule personne du groupe de fugitif de Stanchek à n'avoir aucun pouvoir. Petite amie de Stanchek, il est suggéré que son amour pour le jeune homme n'ait été motivé que par les pouvoirs de Stanchek ou d'Harada.
- Faith Herbert « Zephyr » : également connue sous le nom de code « Zeppelin » en raison de son tour de taille et de sa capacité de voler.
- Charlene Dupre « Flamingo » : Torche humaine.
- John Torkelson « Torque » : Doué d'une force colossale.
- Amanda McKee « Livewire » : Faisant initialement partie des Eggbreakers d'Harada, elle quitte l'équipe avec Stronghold. Elle est cependant ramenée à la fondation Harbinger et y subit un lavage de cerveau avant de réintégrer les Eggbreakers
- Edward Sedgewick « Stronghold » : Autre ancien Eggbreaker, il est capturé avec Livewire. En punition de sa révolte contre la fondation, Stronghold est lobotomisé.

## Autres dessinateurs et scénaristes
Dinesh Shamdasani, Barry Windsor-Smith, Bob Layton, Jon Hartz, Kathryn Bolinger, John Dixon, Gonzalo Mayo, Maurice Fontenot, Howard Simpson, Sean Chen, Paul Autio, Rene Micheletti, Steve Montano, Andrew Wendel, Kevin VanHook, John Ross, Mike Decarlo

## Autour du comics
- un film fut prévu par Paramount Pictures réalisation de Brett Ratner[1]. (source variety)